# Honorverse

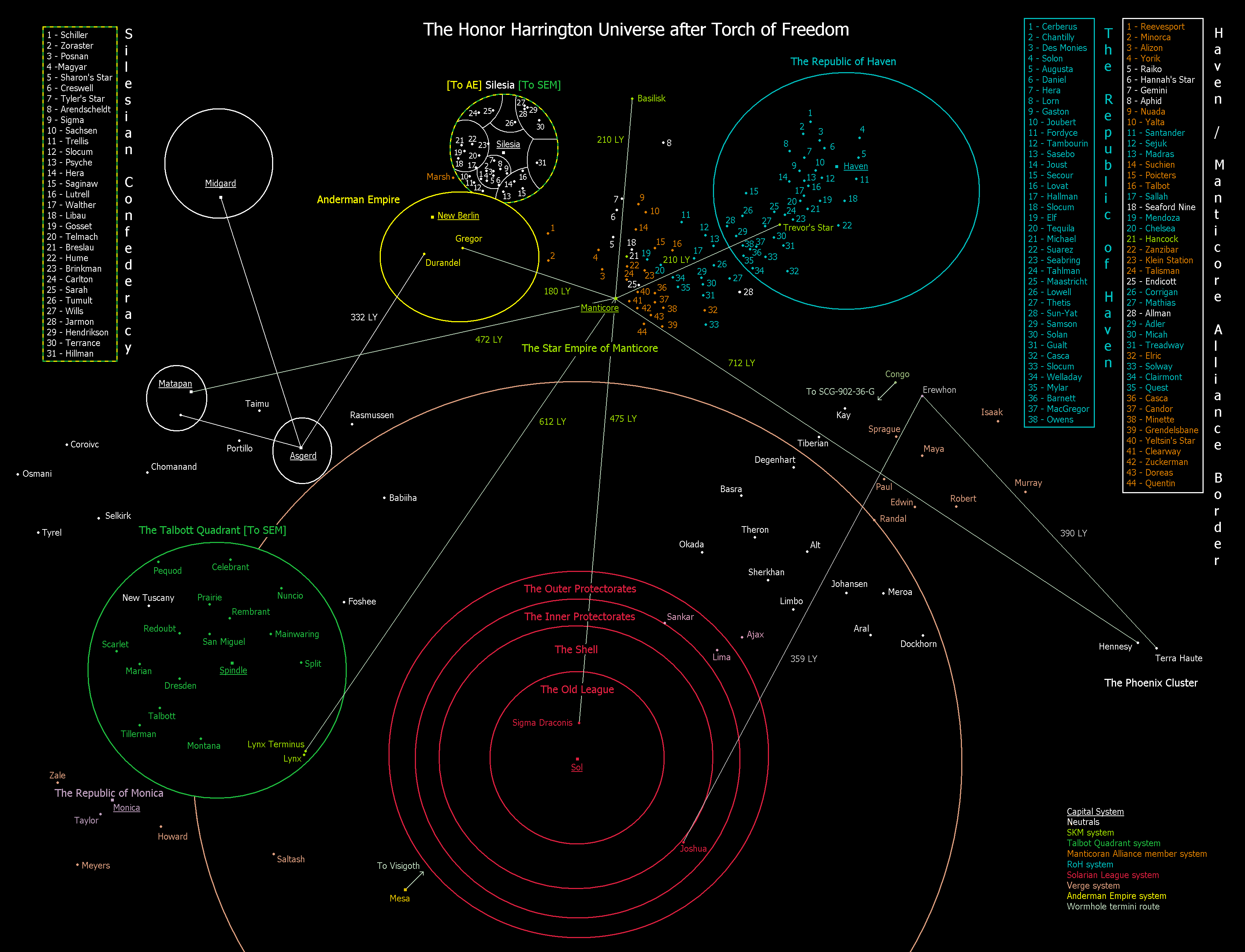
Honorverse – vesmír ságy o Honor Harringtonové. Fandovská mapa.

Honorverse je imaginární vesmír stvořený americkým sci-fi spisovatelem Davidem Weberem. Název vznikl podle hlavní hrdinky ságy, která se v tomto vesmíru odehrává, Honor Harringtonové. Z této ságy a na ni navazujících sbírek povídek je odvozena též řada komiksů. U nás série vychází ve vydavatelství POLARIS.

## Setting
Děj se odehrává ve 20. století P.D. (po Diaspoře, tzn. zahájení vesmírné kolonizace, v roce 2103), tj. 41. století po Kristu. V té době je lidmi osídlen bezpočet planet; souboje hvězdoletů umožňují mnoho lstí díky maskování, matení nepřátelských senzorů, balistickým manévrům a technologiím vynalezeným v průběhu série. Odehrává se převážně v tzv. Havenském sektoru.

### Mocnosti
- Hvězdné království Mantichora je binární soustava s důrazem na svobodu a spravedlivé zákony, kde o moc soupeří šlechta s královnou Alžbětou III. a demokraticky volenou sněmovnou. Bohatství a moc soustavy plyne z blízké křižovatky červích děr a velkému obchodnímu loďstvu. Zakládající člen Mantichorské aliance.
- Rozlehlá a rozpínavá republika Haven je hlavním protivníkem během prvních jedenácti dílů hlavní série. Vyznačuje se množstvím neproduktivních dávkařů, sociálními nepokoji a častými pokusy o politický převrat.
- Grayson je planeta křesťanských tradicionalistů, které zocelilo tisíc let boje se smrtící přírodou. Po vojenské a technologické pomoci od Mantichory se vypracuje na jejího nejúčinnějšího spojence.
- Solární svaz je tvořen nejstaršími osídlenými světy blízko Staré Země. Zdánlivě je neporazitelný pro svoji vyspělost, velikost a průmysl, ovšem pod povrchem se skrývá arogance a nepoctivost nevolených vládnoucích byrokratů. Neoficiálně se dělí na Jádro, Vnitřní a Vnější Slupku a ovládá mnoho soustav v tzv. Periferii.
- Andermanské císařství je v druhé části série spojencem Mantichorské aliance.
- Erewhon je další soustava se známou křižovatkou červích děr.
- Planeta Mesa je nechvalně proslulá  jako líheň genetických otroků; navíc hrstka zasvěcených plánuje meziplanetární převrat.
- Ve Slezské Konfederaci, zkráceně Slezsko, významném odbytišti mantichorského průmyslu, je díky korupci a slabosti ústřední vlády běžné pirátství a vzbouřené soustavy.
- Talbott je hvězdokupa chudých soustav, které se chtějí připojit k Mantichoře, ovšem Solární svaz i Mesa s nimi mají své vlastní plány.

## Honor Harringtonová
Honor Stephanie Alexander-Harringtonová (rozená Honor Stephanie Harringtonová), je důstojnice Královského mantichorského námořnictva, vesmírného námořnictva Hvězdného království Mantichora.
Narodila 1. října 3961 n. l. (1859 PD) v Craggy Hollow v hrabství Duvalier v knížectví Shadow Vale na planetě Sfinga ve dvojhvězdném systému Mantichora. Je dcerou neurochirurga Alfreda Harringtona a lékařky/ genetičky Allison Benton-Ramirezové y Chou Harringtonové. Její předkové museli podstoupit genetické úpravy, aby přežili na planetě se silnější gravitací. Díky tomu má silnější svaly, rychlejší reakce, silnější kosti, rychlejší metabolismus a vyšší IQ. Díky svým předkům, kteří pocházeli z Asie, má asijské rysy a zbarvení.
V 12 letech ji adoptovala stromová kočka. Stromové kočky jsou empatické, ovládají telepatii a jsou velice inteligentní. Kočky pochází ze Sfingy, kde po příchodu člověka dlouho lidstvo zkoumali a skrývali před ním svou moudrost. K adopci dochází automaticky a tento proces nelze ovlivnit. Po spojení nelze tento svazek rozdělit, v případě úmrtí jednoho často druhý nedokáže přežít. Honor svou kočku pojmenovala Nimitz podle admirála Chestera Nimitze, vlastním jménem je ale „Smíšek“. Honor má s Nimitzem jedno z nejužších empatických spojení, což jí umožňuje jeho prostřednictvím cítit emoce ostatních, později dokonce tuto schopnost sama získává.

### Kariérní počátky
Honor navštěvovala akademii Saganami na Mantichoře. Na ostrově Saganami se seznámila se svou budoucí nejlepší kamarádkou Michelle Henkeovou, sestřenicí královny Alžběty III. Na akademii se ji ve sprchách pokusil znásilnit poddůstojník lord Pavel Young, ona se ale ubránila a poslala ho do nemocnice. Velící důstojník sice tušil, co se stalo, Honor ale kvůli studu a nízkému sebevědomí nic nenahlásila. Young proto vyvázl pouze s důtkou za nevhodné chování. Díky výjimečným schopnostem dokázala postupovat po kariérním žebříčku, a to i přes nevraživost ze strany rodiny Youngů a jejich přátel.
Poprvé dostala velení na lehkém útočném plavidlu, později byla pověřena velením stárnoucího torpédoborce HMS Hawkwing. Po roce služby absolvovala pokročilý taktický kurz a přebrala velení lehkého křižníku HMS Fearless. Díky hrdinským činům na stanici Bazilišek se stala slavnou nejen na Mantichoře, ale také mezi svými důstojníky a poddůstojníky. V úctě ji mají také spojenci Mantichory, především na planetě Grayson, kterou zachránila před nájezdem nepoměrně silnějších nepřátel. Díky tomu je povýšena do rytířského stavu a na Mantichoře se z ní stává hraběnka.
Po roční rekonvalescenci, kdy při obraně Graysonu přišla o oko, dostane nový křižník Nike a stane se vlajkovou kapitánkou nové eskadry. Pod jejím velením je i Pavel Young, který po náletu nepřátel neuposlechne rozkaz a se svou lodí z bitvy uprchne, kvůli čemuž dojde k masivním ztrátám na životech. Následně Haven oficiálně vyhlásí Mantichoře dlouho očekávanou válku. Young si poté najme člověka, který donutí k souboji Paula Tankersleyho – lásku Honor Harringtonové – a toho zastřelí. Poté, co dojde ke zjištění, že došlo k této objednávce, Honor duelanta zastřelí. Po neúspěšném atentátu na její osobu cítí potřebu zabít i přímo Younga, ostatní jí ale v tomto činu brání, jelikož by tím zahodila svou kariéru. Young se snaží skrývat, přesto ale nakonec musí výzvu k souboji přijmout. Přestože Young poruší pravidla a vystřelí dříve, nakonec je to on, kdo umírá.

### Válka s Havenem
Jelikož zabila člena parlamentu, Honor odchází na Grayson do exilu, kde musí čelit nepokojům, které přichází v souvislosti se zaváděnými reformami protektora Benjamina Mayhewa. Nakonec se stává admirálem graysonského námořnictva. Spiklenci zaviní pád budovy, kterou staví její společnost, a způsobí tak smrt desítek dětí. Pravda je ale odhalena, a tak se pokusí o atentát, při kterém ale místo Honor přijde o život hlava místní církve. Navzdory vážným zraněním osobně zabije hlavního spiklence a poté odrazí další útok nepřátelské flotily z Havenu. Díky tomuto kroku se může vrátit zpět do služby na Mantichoře a dostane za úkol vytlačit piráty ze Slezska. Navzdory nedostatku lodí se jí podaří zachránit před piráty jednu planetu, odrazí nájezd z Havenu a ohromí důstojníka Andermanského císařství.
Na jedné z cest je Honor se svou lodí zajata havenskou flotilou a poslána k vykonání rozsudku smrti, který Haven vynesl po událostech na stanici Bazilišek. Na cestě na tajnou vězeňskou planetu Hádes se ale zajatci pokusí o útěk, při kterém Honor přijde o ruku. Část zajatců loď zničí a unikne dvěma raketoplány na Hádes. Havenská propaganda předpokládá, že je Honor po smrti, a odvysílá falešný záznam její popravy. Ona ale mezitím na svou stranu získá dostanou vězňů, a nakonec i lodí a prorazí si cestu pryč z planety.
Po návratu domů musí podstoupit náročnou rekonvalescenci a stává se učitelkou na vojenské akademii. Při útoku na nejvyšší představitele své země zachrání loď s královnou Alžbětou a protektorem Benjaminem, nemůže už ale udělat nic k záchraně druhé lodě, na které jsou premiér království a další vysoce postavení členové vlády.

### Nová vláda
Vláda proto padne a vznikne vláda nová, která se vymezuje proti Honor i královně. Zároveň škrtá v rozpočtu armády a snaží se zdiskreditovat nejhlasitější členy opozice – Honor a Hamishe Alexandra – tím, že je vykresluje jako milence. Alexander je již ženatý, trojice ale situaci vyřeší uzavřením polygamního manželství.
Kvůli situaci ve Slezsku je Honor vyslána, aby urovnala vztahy s Andermany. Zároveň se nová vláda na Havenu pod vedením prezidentky Eloise Pritchartové snaží najít mírové řešení války. Mantichorská vláda ale mírová jednání protahuje, a tak když dojde k nasazení nových tajných zbraní, Haven se rozhodne zaútočit. Všechny útoky jsou úspěšné, odrazit se podaří pouze útok na Honor, kterou na poslední chvíli posilnily jednotky z Graysonu. Nejhorší ranou je ale zničení loděnic v Grendlesbane, kde se vyráběla většina nových lodí námořnictva.

### Válka o Mantichoru
Zkorumpovaná vláda po tomto útoku padla. Honor získává velení Osmé flotily a útočí hluboko za nepřátelstkou linií, aby se Haven nemohl soustředit na ofenzívu. Jeden z útoků ale Haven dokáže odrazit a způsobí flotile vážné škody. Mantichora následně nasazuje nový systém Apollo. Když se Haven o zbrani doslechne, rozhodne se vyslat celé námořnictvo do útoku přímo na Mantichoru, než se podaří zbraně rozšířit na více lodí. Útok je téměř úspěšný a většina domovské flotily je zničena, situaci na poslední chvíli zachraňuje Osmá flotila, která jednou salvou zničí celou jednu nepřátelskou flotilu a donutí tak zbytek sil ke kapitulaci. Výsledkem je dojednání příměří, jelikož ani jedna strana nemá dostatek sil pokračovat ve válce.

## Knihy z Honorverse

### Hlavní série o Honor Harringtonové
- 1. Stanice Bazilišek, Polaris 2000, ISBN 80-85911-67-1 (On Basilisk Station, 1993)

Mantichorský komandér Honor Harringtonová upadne v nemilost mocných, a tak je její křižník odvelen na vyčerpávající, zastrčenou hlídku. Snaží se inspirovat demotivovanou posádku a zarazit pašování i přes pohrůžky cizích diplomatů i domácích kartelů, čímž si vyslouží uznání v nejvyšších kruzích důstojnického sboru. Přitom na planetě třínohých drogově závislých domorodců narazí na indicie o rozsáhlém organizovaném zločinu.
- 2. Čest královny, Polaris, 2000, ISBN 80-85911-76-0 (The Honor of the Queen, 1993)

Starší kapitán Harringtonová se účastní diplomatické mise, která má Graysoňany přesvědčit k vojenskému spojenectví; spolupráci však z obou stran komplikují kulturní bariéry, např. že mantichorské ženy smí sloužit v armádě a politice. Honořin stromový kocour  Nimitz odhalí, za jejich přítomnosti, atentát na hlavu státu a její lodě se obětují při ochraně planety proti přesile Masaďanů, které Haven vyzbrojil moderní technologií. Za to je jmenována místodržící jednoho  z graysonských feudálních panství.
- 3. Krátká vítězná válka, Polaris 2001, ISBN 80-85911-84-1 (The Short Victorious War, 1994)

Rozvědky obou stran se snaží zjistit rozmístění a plány protivníka, zatímco Haven plánuje sérii provokací a poté i otevřenou válku s Mantichorou. Hraběnka Harringtonová slouží jako kapitán vlajkové lodě kontradmirálovi, jehož eskadra střeží opravárenskou základnu proti mohutné flotile s pomocí nově vynalezené nadsvětelné komunikace a gondol naplněných střelami. Brutální Výbor začíná s přípravami na svržení nezodpovědné vlády Havenu.
- 4. Pole potupy, Polaris 2001, ISBN 80-85911-93-0 (Field of Dishonor, 1994)

Honor si mezi zkorumpovanou mantichorskou šlechtou nadělala svojí odvahou mnoho nepřátel; ti se pokoušejí ji zmanipulovat k duelu starozemskými pistolemi, aby ji zabili nebo alespoň zneuctili a prosadili vyloučení z armády. Její graysonští gardisté se ji snaží ochránit před atentátem i dalšími nebezpečími; Honořini přátelé mohou životně důležité informace získat pouze vážným porušením zákonů.
- 5. V exilu, Polaris 2002, ISBN 80-7332-007-X (Flag in Exile, 1995)

Honor vládne svému panství na Graysonu a snaží se konstrukcí kopulí prospět ekonomice i zdraví obyvatel. Jedna se však zřítí na skupinu dětí. Honor netuší, že se k planetě blíží nepřátelský svaz a že se proti ní spikli konzervativní Graysoňané, kteří ji nenávidí jakožto symbol probíhajících společenských reforem. Dle tradice žádají rozsouzení šermířským soubojem.
- 6. Mezi piráty, Polaris 2003, ISBN 80-7332-016-9 (Honor Among Enemies, 1996)

Pirátství ve Slezsku dosahuje rozměrů, které neúnosně ohrožují ekonomiku Mantichory, protože admiralita odtamtud musela křižníky stáhnout k boji s Havenem a jediné, co může k hlídkování uvolnit, jsou čtyři křehké obchodní lodě se zamaskovanou výzbrojí. Úkolem Honor je předstírat, že je snadná neozbrojená kořist, nalákat tak piráty k útoku a zničit je dříve, než se sami dostanou k palbě. Navíc se pro tento úkol našla jen narychlo poskládaná posádka, z níž několik kromě šikany plánují i sabotáž a vraždu. Haven tam rovněž poslal své lodě, aby poškodily zájmy Mantichory, ovšem Honor si svým jednáním s nepřáteli získá vzájemnou úctu.
- 7. V rukou nepřítele, Polaris 2004, ISBN 80-7332-036-3 (In Enemy Hands, 1997)

Haven okopíroval mantichorskou taktiku přívěsných gondol, z nichž lze odpálit mnoho střel naráz. Odvážný velitel se pokusí zamaskovaně proklouznout kolem hlídkových senzorů a zničit nic netušící mantichorské lodě palbou z bezprostřední blízkosti. Později Honor padne do léčky, když naláká Haveňany, aby pronásledovali ji místo zbytku konvoje. Je zajata a trpí ponižováním a deprivací z rukou Státní bezpečnosti, což slušné havenské důstojníky, kteří ji znají ze Slezska, pobouří a přivede až na pokraj vzpoury. Zajatci se pokouší přelstít věznitele a uprchnout.
- 8. Ozvěny cti, Polaris 2004, ISBN 80-7332-043-6 (Echoes of Honor 1998)

Honor a její tým se ukrývají v rozpálené džungli Pekla, nejstřeženější vězeňské planety Havenu, a hledají způsoby, jak získat důvěru vězňů, s jejich pomocí oklamat brutální, leč nepozorné dozorce, získat kontrolu nad jejich velícím centrem, sestavit spravedlivý tribunál pro vraždy a násilí spáchané havenskými strážemi, oklamat havenské lodě přilétající do soustavy a zajmout je pokud možno nepoškozené pro únik z planety. Mezitím Výbor zmírní brutální policejní dohled nad armádou a schopná nová ministryně McQueenová se pokusí masívním protiútokem rozvrátit morálku mantichorské veřejnosti, soudržnost protihavenské aliance a její strategickou iniciativu ve válce.
- 9. Popel vítězství, Polaris 2005, ISBN 80-7332-066-5 (Ashes of Victory, 2000)

Admirál Harringtonová, zmrzačená a povýšená po předchozích dobrodružstvích, učí na důstojnické akademii a zjišťuje, zda by se stromové kočky dokázaly naučit znakovou řeč a tak s lidmi komunikovat obousměrně. Mantichora se pokouší o průlom ve vleklé válce s Havenem obřími loděmi, které nesou drobné útočné čluny nebo revoluční dalekonosné střely. Na Graysonu se koná setkání nejvyšších politiků aliance. Haven dá Masaďanům střely s novým typem navádění, aby loď plnou politků zničily; Honor se střelám vrhne přímo do cesty.
- 10. Válka cti, Polaris 2006, ISBN 80-7332-084-3 (War of Honor, 2002)

Vévodkyně Harringtonová je předním kritikem vojenské politiky nově ustanovené vlády; za to čelí pomlouvačné kampani a je odvelena čelit eskalujícím provokacím od Andermanů, odvěkých rivalů Mantichory o vliv v rozvráceném Slezsku, zatímco Haven chystá překvapivý útok.
- 11. Za každou cenu, Polaris 2009, ISBN 978-80-7332-143-7 (At All Costs, 2005)

Pokusy o mírová jednání s Havenem jsou komplikovány sebevražednými atentáty se záhadnou motivací; atentátníky dokáží odhalit pouze stromové kočky. Honor velí riskantním náletům na průmyslovou infrastrukturu havenských planet; přitom probíhá hektický technologický závod o vojenskou převahu.
Od dvanáctého dílu se objevují noví nepřátelé; děj je rozšířen na značnou část galaxie a navazuje i na subsérie Ostrov Saganami a Cena hříchu.
- 12. Honořina mise, Polaris 2013, ISBN 978-80-7332-201-4 (Mission of Honor, 2010)

Královna nabídne oslabenému Havenu mírové podmínky, ale Havenští senátoři proti vůli své prezidentky podmiňují ukončení války nepřijatelnými ústupky, aby ze situace vytěžili vnitropolitické výhody. Mantichora je ohrožena záhadnými ničivými zbraněmi, které žádná známá technologie nedokáže zachytit.
- 13. Sílící bouře, Polaris 2014, ISBN 978-80-7332-216-8 (Rising thunder, 2012)

Arogantní neoficiální vůdci Solárního svazu řeší napětí s mantichorskou říší, trestnou výpravou, která má vynutit kapitulaci císařovny Alžběty; málokdo ve Svazu se odváží upozornit na indicie o možné mantichorské technologické převaze. Mantichora se snaží mohutnou průmyslovou základnu Svazu poškodit blokováním mezihvězdné přepravy a červích děr.
- 14. Nekompromisní Honor, Polaris 2024, ISBN 978-80-7332-524-4 (Uncompromising Honor, 2018)

### Další romány ze světa Honor Harringtonové

#### Subsérie Cena hříchu (Wages of Sin)
Děj se týká planety Pochodeň, která se stala útočištěm uprchlých genetických otroků, kteří si za královnu zvolí Zilwického adoptivní dceru Berry. Špióni Zilwicki, Cachat a 
Alžbětina snacha Ruth získají informace o spiknutích proti Mantichoře, které opakovaně zasáhnou do hlavní série.
- 1. Koruna otroků, Polaris 2008, ISBN 978-80-7332-111-6 (Crown of Slaves, 2003) – s Erikem Flintem

Protichůdné zájmy Cachata, Mantichořanů, Masaďanů plánujících únos Ruth přestrojené za Berry, solarianského kapitána Rozsaka a dalších aktérů vyústí ve spletitou akci, která skončí osvobozením otrokářské lodě a vyhnáním mesanských otrokářů z planety Pochodeň, kde genetičtí otroci založí svůj vlastní stát.
- 2. Pochodeň svobody, Polaris 2011, ISBN 978-80-7332-167-3 (Torch of Freedom, 2009) – s Erikem Flintem

Solariánský guvernér, který tajně plánuje odtržení svého sektoru od Solárního svazu, pošle admirála Rozsaka, aby se s improvizovanými nosiči dalekonosných střel pokusil ochránit planetu Pochodeň před genocidním útokem žoldnéřů Mesy. Mezitím se Zilwicki s Cachatem v přestrojení vydávají do Mesy na výzvědy o mesanských plánech. Tam si jich všimne vysoký bezpečnostní důstojník přísně tajné organizace, který uvažuje o zběhnutí...
- 3. Kotel duchů, Polaris 2024, ISBN 978-80-7332-558-9 (Cauldron of Ghosts, 2014) – s Erikem Flintem

Anton Zilwicki a Victor Cachat se vrací na planetu Mesa, aby zde získali další informace o tajné mesanské organizaci, a pro své pátrání se spojí s místními kriminálními živly. Mezitím se tato tajná organizace rozhodne opustit planetu a svou evakuaci maskují jako teroristické útoky. Tyto útoky vyvolají brutální represe ze strany vládních bezpečnostních sil vůči mesanským občanům druhé kategorie. Cachat přesvědčí spřáteleného kriminálního bosse, aby se bezpečnostním silám postavil na odpor, zatímco Zilwicki se vrací domů, aby požádal o vyslání flotily k Mese...
- 4. To End in Fire, 2021 – s Erikem Flintem

Špioni Mantichory, Havenu a Solárního svazu pátrají po tajné mesanské organizaci nejen na dobyté planetě Mesa, ale i mimo ni. Ukazuje se, že na Mese se nachází více než jedna organizace s daným jménem, a bude tedy obtížné kohokoliv přesvědčit, že existuje zlá verze, která má zlověstné plány pro celou galaxii. Ale nikdy nelze zamést úplně všechny stopy...

#### Subsérie Ostrov Saganami (Saganami Island)
Nově objevená červí díra spojuje Mantichorskou křižovatku s hvězdokupou Talbott, ke které se již blíží expanze Solárního svazu, který šikanou nutí soustavy stát se protektoráty Svazu. Většina planet si odhlasuje připojení k Mantichoře, což Svaz nehodlá připustit.
- 1. Ve stínu Saganamiho, Polaris 2009, ISBN 978-80-7332-130-7 (The Shadow of Saganami, 2004)

Po objevení červí díry se většina planet v oblasti Talbott chce připojit k Mantichoře, která se tím změní ve Hvězdné císařství. O podmínkách anexe a míře autonomie se neústupně dohadují nejvyšší politici planet sektoru Talbott: zhýčkaní šlechtici, prohnaní manipulátoři i ti, kteří se snaží tvrdou prací zlepšit život lidem ve svých velmi chudých světech.
Mantichorští velitelé se navíc musejí vyrovnat s nedostatkem válečných lodí, s piráty, nedůvěrou místních obyvatel, dlouhými prodlevami v mezihvězdné komunikaci...
A s odhalením, že od Mesy a agenta Buřiče dostaly moderní zbraně rozličné organizace odporující anexi: oklamaní čestní kovbojové, vraždící teroristé i mocichtivý prezident nepřátelsky nakloněné soustavy.
- 2. Úder ze stínů, Polaris 2012, ISBN 978-80-7332-184-0 (Storm from the Shadows, 2009)

Císařovnina sestřenice Michelle Henkeová v bitvě (popsané v HH11) padne do havenského zajetí a po propuštění a předání zprávy o nabídce míru velí bitevním křižníkům v sektoru Talbott. Mesanské intriky však do oblasti vmanipulují silné uskupení arogantního admirála Bynga ze Solárního svazu. Poté výbuchem stanice způsobí nepřehlednou situaci, v níž Byng zničí palbou nezúčastněné mantichorské torpédoborce. Michelle trvá na řádném prošetření, a když Byng odmítne, zničí jeho vlajkovou loď, což pobouří Svaz, který následně (v HH12 a HH13) podnikne trestné výpravy proti Mantichoře.
- 3. Stín svobody, Polaris 2015, ISBN 978-80-7332-226-7 (Shadow of Freedom, 2013)

Mesa chce vehnat obří Solární svaz do zničujícího střetu se špičkově vyzbrojenou Mantichorou. Proto v několika soustavách, které jsou de facto zotročeny Svazem nebo jeho obchodními korporacemi, agent Buřič dodá hnutím odporu zbraně a slíbí jim podporu válečných lodí, přičemž lstivě tvrdí, že jedná za Mantichořany, kteří tím chtějí odvést pozornost Solárního svazu. Skutečným cílem Mesy je zostudit Mantichoru jakožto mocnost, která rozněcuje hnutí odporu, pak jim odepře slíbenou pomoc a nechá je padnout. V závěru Michelle bez konzultace s nadřízenými zahájí vojenský útok na Solární svaz a Mesu.
- 4. Stín vítězství, Polaris 2019, ISBN 978-80-7332-428-5 (Shadow of Victory, 2016)

Kniha shrnuje dlouhé časové období a líčí události předchozích dílů, z pohledu jiných postav, např. Rozsaka a jeho guvernéra; vůdců hnutí odporu různých planet v Periferii; graysonské taktické důstojnice i jiných mantichorských velitelů; manželky věčně nepřítomného komodora Těrechova... A také Buřiče a dalších agentů z vedení přísně tajné organizace v Mese. Ta se snaží statisíce svých členů dostat z planety nenápadně, ovšem urychleně do bezpečí, zatímco se k Mese blíží válečná flotila Michelle Henkeové.

#### Subsérie Hvězdné království (The Star Kingdom)
Příběhy zaměřené na Stephanie Harringtonovou (předka Honor Harringtonové) a stromové kočky. Knihy se odehrávají čtyři staletí před Honor, ještě dříve, než série Vzestup Mantichory.
- 1. A Beautiful Friendship, 2011

- 2. Fire Season, 2012 – s Jane Linskoldovou

- 3. Treecat Wars, 2013 – s Jane Linskoldovou

- 4. A New Clan, 2022 – s Jane Linskoldovou

#### Subsérie Vzestup Mantichory (Manticore Ascendant)
Čtyři staletí před Honor se kolonie Mantichora mění ve hvězdnou mocnost.
- 1. Volání povinnosti, Polaris 2017, ISBN 978-80-7332-349-3 (A Call to Duty, 2014) – s Timothym Zahnem

- 2. Volání do zbraně, Polaris 2017, ISBN 978-80-7332-378-3 (A Call to Arms, 2015) – s Timothym Zahnem a Thomasem Popem

- 3. Volání po odplatě, Polaris 2023, ISBN 978-80-7332-510-7 (A Call to Vengeance, 2018) – s Timothym Zahnem a Thomasem Popem

- 4. A Call to Insurrection, 2022 – s Timothym Zahnem a Thomasem Popem

#### Subsérie Rozšířený Honorverse (Expanded Honor / Expanded Honorverse)
Série zobrazuje již známé události z pohledu jiných postav.
- 1. Toll of Honor, 2024

### Subsérie Technické příručky (The Honorverse Companion)
- House of Steel, 2013

### Sbírky povídekz téhož světa (Worlds of Honor)
- 1. Víc než čest, Polaris 2003, ISBN 80-7332-028-2 (More than Honor, 1998)

- David Weber: Nádherné přátelství

U lovišť klanu Jasné vody přistanou neznámé dvounohé bytosti s ničivými zbraněmi a budují si obydlí z jakéhosi nedřeva. Jeden ze zvědů je tak oslněn duševní aurou mladé bytosti, že ji z lásky ochrání před obří šelmou s nasazením života. Pěvkyně pamětí pak vedou spor, zda se před dvounožci nadále ukrývat. (Povídka líčí první adopci člověka stromovou kočkou během kolonizace mantichorské soustavy.)
- David Drake: Velký výlet

Expedice pátrá na odlehlé planetě po vyhynulé vyspělé rase.
- S. M. Sterling: Výbuch šrapnelu

Admirál McQueenová se rozhoduje, zda bombardováním civilního sídliště zachránit Výbor před pokusem o puč.
- David Weber: Vesmír Honor Harringtonové

Přehled dějin a reálií světa Honorverse.
- 2. Světy Honor Harringtonové, Polaris 2004, ISBN 80-7332-051-7 (Worlds of Honor, 1999)

- Linda Evansová: Zatoulánek

Stromové kočky hledají, jak se dorozumět s dvounožci a uvědomit je o zločinu, díky němuž klanu koček hrozí smrt hladem.
- David Weber: Čím se platí za sny?

Tři století před Honor se stromové kočky snaží zachránit dědičku trůnu před atentátem; koruna se pak zasadí o jejich práva a ochranu.
- Jane Lindskoldová: Královnin gambit

Alžběta III. se stává královnou, ale politické ohledy jí ztěžují zákonné potrestání otcových vrahů.
- David Weber: Svízelná cesta domů

Mladá Honor pod neschopným velitelem zachraňuje oběti sesuvu laviny.
- Roland J. Green: Přepad

Mantichora a Haven vedou zástupnou válku na strategické planetě obývané dvěma zaostalými civilizacemi.
- 3. Měnitelka světů, Polaris 2006, ISBN 80-7332-070-3 (Changer of Worlds, 2001)

- David Weber: Kadet Harringtonová

Na kadetské plavbě, která uzavírá studium důstojnické akademie, Honor zažije šikanu a ukáže své nadání v boji lodě proti lodi.
- David Weber: Měnitelka světů

Stromové kočky rokují, jak reagovat na válku svých dvounožců s Havenem.
- Eric Flint: Až se Vysočina propadne

Spiknutí svede dohromady mantichorského špiona Zilwického s havenským agentem Cachatem.
- David Weber: Soumrak

Ministryně McQueenová se pokusí svrhnout havenský Výbor.
- 4. Ve službách Meče, Polaris 2007, ISBN 80-7332-093-2 (The Service of the Sword, 2003)

-  Jane Lindskoldová: Země zaslíbená

Odvážný pokus skupiny žen o útěk z planety Masada ovládané sektou surových fanatiků.
- Timothy Zahn: Jednou ranou

Rozvědka se snaží potvrdit zprávy o nové technologii, která probíjí štíty mantichorských lodí.
- John Ringo a Victor Mitchell: Loď jménem Francis

Mantichorský důstojník sloužící v Graysonském námořnictvu se ocitá na lodi, která slouží jako odkladiště pro důstojníky, kteří by námořnictvu způsobili více potíží než užitku.
- John Ringo: Zaletíme si do Prahy

Duo mantichorských špionů se vydá na dovolenou na havenskou planetu Praha. Dovolená se ale změní v chaos, když narazí na havenského admirála, který chce zběhnout.
- Eric Flint: Fanatik

Povídka sleduje činy Victora Cachata po pokusu Esther McQueenové o svržení Výboru. Cachat přijíždí zjednat pořádek do sektoru La Martin, kde vražda lidového komisaře a zprávy o puči vedly k uvěznění posádek lodí námořnictva.
- David Weber: Ve službách Meče

Kadetská plavba první graysonské ženy-důstojnice skončí vyčerpávající pozemní přestřelkou.
- 5. Ukuti v ohni, Polaris 2013, ISBN 978-80-7332-205-2 (In Fire Forged, 2011)

-  Jane Lindskoldová: Bezcitní

Mantichorský princ pátrá po únoscích Ruth, dceři Judith (Graysoňanky uprchlé z Masady).
- Timothy Zahn: Válečný akt

Obchodník, který prodává Havenu technologii, se zaplete do sítě vlastních podvodů.
- David Weber: Smím prosit

Honor může osvobodit genetické otroky jen porušením rozkazů a diplomatickým incidentem.
- Andy Presby: Úvod do konstrukce pancéřování moderních hvězdoletů

Pojednání fiktivního mantichorského vědce DiLutoria o historickém vývoji a fyzikální podstatě válečných laserů a pancířů.
- 6. Beginnings, 2013

- Charles E. Gannon: By The Book

Ve třetím století po Diaspoře vládne Zemi tyranská vláda neoludditů. Jeden z pozemských důstojníků se svým týmem zajišťuje unesenou civilní loď a přitom nalézá spiknutí proti své vládě.
- Timothy Zahn: A Call to Arms

Před objevením křižovatky červích děr, se Mantichora stává cílem nájezdu žoldáků. Mají soustavu dobýt pro korporaci, která se domnívá, že v soustavě křižovatka červích děr existuje.
Povídka byla později rozšířena na knihu Volání do zbraně v sérii Vzestup Mantichory.
- David Weber: Beauty and the Beast

Povídka popisuje první setkání rodičů Honor Harringtonové na Beowulfu. Kromě sebe navzájem narazí Alfred a Allison také na agenty z planety Mesa...
- David Weber: The Best Laid Plans

Mladá Honor Harringtonová ani stromový kocour Smíšek neměli nikdy v plánu utvořit adopční pouto s jinou bytostí. Ale události se nikdy neptají, kdo má jaké plány.
- Joelle Presby: Obligated Service

Povídka vypráví události povídky Grayson Navy Letters Home z pohledu jiné z prvních Graysonských důstojnic, které se musí potýkat s obtížemi a předsudky spojenými se službou v téměř výhradně mužském sboru.
- 7. What Price Victory?, 2023

- Timothy Zahn a Thomas Pope: Traitor

Krátce po založení Andermanského císařství se císař Gustav stává cílem spiknutí důstojníků, kteří pochybují o jeho duševním zdraví.
- Jane Lindskoldová: Deception On Gryphon

Stephanie Harringtonová a její stromový kocour doprovází rodiče na vědeckou expedici na plantu Gryf. Jednoho dne jeden z geologů spáchá sebevraždu. Ale to se Stephanie ani jejímu kamarádovi nezdá, takže se spolu se svými stromovými kočkami pouští do pátrání.
- Jan Kotouč: The Silesian Command

Komodor Evelyn Chandlerová přiletá se svoji eskadrou do čerstvě anektovaného Slezska, aby se pomáhala udržovat pořádek.
- Joelle Presby: If Wishes Were Space Cutters

Povídka volně navazuje na povídky Grayson Navy Letters Home a Obligated Service. Popisuje protloukání životem příbuzných (sestry a bratrance) postav z předchozích povídek a jejich setkání.
- David Weber: First Victory

Povídka navazuje na povídku Beauty and the Beast. Allison a Alfred Harringtonovi se rozhodnou přestěhovat do Hvězdného království, kde může Allison začít s čistým štítem, nezatížena jménem své rodiny. V její vlastní rodině se toto rozhodnutí nesetkává u každého s pochopením...

### Povídky uvedené mimo Honorverse antologie
- David Weber: Letter from Stephanie (2011), uvedena v rámci digitální antologie Baen Free Stories 2011 pod názvem Honorverse Tech Bu9.
- Joelle Presby: Grayson Navy Letters Home (2012), uvedena v rámci digitální antologie Baen Free Stories 2012.

Mladá graysonská praporčice píše své mladší sestře dopisy, ve kterých popisuje svoje zkušenosti se službou v námořnictvu, kde donedávna ještě ženy nesloužily.
- David Weber: Our Sacred Honor (2017), uvedena v rámci antologie Infinite Stars od Bryana Thomase Schmidta.
- David Weber: Dark Fall (2018), uvedena v rámci digitální antologie Baen Free Stories 2018.
- David Weber: Recruiting Exercise (2019), uvedena v rámci antologie Noir Fatale sestavené autory Larry Correia a Kacey Ezell.
- David Weber: Heart of Stone (2020), uvedena v rámci antologie Give Me Libertycon sestavené autory Christopher Woods a T.K.F. Weisskopf.
- David Weber: A Travesty of Nature (2022), uvedena v rámci antologie Onward Libertycon sestavené autory Christopher Woods a T.K.F. Weisskopf.
- David Carrico: Requiem: An Honor Harrington Story (2023), uvedena v rámci digitální antologie Baen Free Stories 2023.

## Chronologické pořadí knih a povídek
Stav k 18. 5. 2024
| Letopočet v Honorverse   | Letopočet v Honorverse   | Titul                         | Titul                   | Autor                                    | Datum vydání     | Datum vydání   | Kód  |
| Od                       | Do                       | Originál                      | České vydání            | Autor                                    | Originál         | České vydání   | Kód  |
| ------------------------ | ------------------------ | ----------------------------- | ----------------------- | ---------------------------------------- | ---------------- | -------------- | ---- |
| 250 P.D. (2352 A.D.)     | 250 P.D.                 | By the Book                   |                         | Charles E. Gannon                        | 2. srpen 2013    |                | HHA6 |
| 552 P.D. (březen)        | 1916 P.D. (březen)       | Dark Fall                     |                         | David Weber                              | 14. září 2018    |                | —    |
| 1512 P.D.                | 1512 P.D.                | Traitor                       |                         | Timothy Zahn & Thomas Pope               | 7. únor 2023     |                | HHA7 |
| 1518 P.D.                | 1519 P.D.                | A Beautiful Friendship        | Nádherné přátelství     | David Weber                              | 1. leden 1998    | 2003           | HHA1 |
| 1518 P.D.                | 1521 P.D.                | A Beautiful Friendship        |                         | David Weber                              | říjen 2011       |                | SK1  |
| 1519 P.D. (leden)        | 1519 P.D. (leden)        | Letter from Stephanie         |                         | David Weber                              | 2011             |                | —    |
| 1520 P.D.                | 1520 P.D.                | The Stray                     | Zatoulánek              | Linda Evansová                           | únor 1999        | 2004           | HHA2 |
| 1522 P.D.                | 1522 P.D.                | Fire Season                   |                         | David Weber & Jane Lindskoldová          | říjen 2012       |                | SK2  |
| 1522 P.D.                | 1522 P.D.                | Treecat Wars                  |                         | David Weber & Jane Lindskoldová          | říjen 2013       |                | SK3  |
| 1522 P.D.                | 1522 P.D.                | Heart of Stone                |                         | David Weber                              | červen 2020      |                | —    |
| 1522 P.D.                | 1522 P.D.                | A New Clan                    |                         | David Weber & Jane Lindskoldová          | 7. červenec 2022 |                | SK4  |
| 1523 P.D.                | 1523 P.D.                | Deception on Gryphon          |                         | Jane Lindskoldová                        | 7. únor 2023     |                | HHA7 |
| 1529 P.D.                | 1533 P.D.                | A Call to Duty                | Volání povinnosti       | David Weber & Timothy Zahn               | 15. září 2014    | 2017           | MA1  |
| 1539 P.D.                | 1543 P.D.                | A Call to Arms                | Volání do zbraně        | David Weber & Timothy Zahn & Thomas Pope | 15. září 2015    | 2017           | MA2  |
| 1543 P.D.                | 1543 P.D.                | A Call To Arms                |                         | Timothy Zahn                             | 2. srpen 2013    |                | HHA6 |
| 1543 P.D. (konec)        | 1544 P.D. (prosinec)     | A Call to Vengeance           | Volání po odplatě       | David Weber & Timothy Zahn & Thomas Pope | 7. březen 2018   | 2023           | MA3  |
| 1542 P.D. (prolog)       | 1546 P.D. (konec)        | A Call To Insurrection        |                         | David Weber & Timothy Zahn & Thomas Pope | únor 2022        |                | MA4  |
| cca 1652 P.D.            | cca 1652 P.D.            | What Price Dreams?            | Čím se platí za sny?    | David Weber                              | únor 1999        | 2004           | HHA2 |
| 1842 P.D.                | 1842 P.D.                | Beauty and the Beast          |                         | David Weber                              | 2. srpen 2013    |                | HHA6 |
| cca 1844 P.D. (prosinec) | cca 1914 P.D. (prosinec) | I Will Build a House of Steel |                         | David Weber                              | 7. květen 2013   |                | —    |
| 1846 P.D. (březen)       | 1877 P.D. (prosinec)     | First Victory                 |                         | David Weber                              | 7. únor 2023     |                | HHA7 |
| cca 1870 P.D.            | cca 1870 P.D.            | Our Sacred Honor              |                         | David Weber                              | 17. říjen 2017   |                | —    |
| 1872 P.D.                | 1872 P.D.                | The Best Laid Plans           |                         | David Weber                              | 2. srpen 2013    |                | HHA6 |
| 1873 P.D.                | 1873 P.D.                | Recruiting Exercise           |                         | David Weber                              | 7. květen 2019   |                | —    |
| cca 1880 P.D.            | cca 1880 P.D.            | Ms. Midshipwoman Harrington   | Kadet Harringtonová     | David Weber                              | 27. únor 2001    | 2006           | HHA3 |
| cca 1883 P.D.            | cca 1883 P.D.            | Queen's Gambit                | Královnin gambit        | Jane Lindskoldová                        | únor 1999        | 2004           | HHA2 |
| cca 1890 P.D.            | cca 1890 P.D.            | The Hard Way Home             | Svízelná cesta domů     | David Weber                              | únor 1999        | 2004           | HHA2 |
| cca 1892 P.D.            | cca 1892 P.D.            | Promised Land                 | Země zaslíbená          | Jane Lindskoldová                        | 25. březen 2003  | 2007           | HHA4 |
| 1895 P.D.                | 1895 P.D.                | Ruthless                      | Bezcitní                | Jane Lindskoldová                        | 1. únor 2011     | 2013           | HHA5 |
| 1899 P.D.                | 1899 P.D.                | Lets Dance                    | Smím prosit?            | David Weber                              | 1. únor 2011     | 2013           | HHA5 |
| 1900 P.D. (3. březen)    | cca 1901 P.D. (leden)    | On Basilisk Station           | Stanice Bazilišek       | David Weber                              | říjen 1994       | 2000           | HH1  |
| 1902 P.D.                | 1902 P.D.                | With One Stone                | Jednou ranou            | Timothy Zahn                             | 25. březen 2003  | 2007           | HHA4 |
| cca 1903 P.D. (duben)    | cca 1903 P.D. (květen)   | The Honor of the Queen        | Čest královny           | David Weber                              | červen 1993      | 2000           | HH2  |
| ?                        | ?                        | A Grand Tour                  | Velký výlet             | David Drake                              | 1. leden 1998    | 2003           | HHA1 |
| cca 1904 P.D.            | cca 1905 P.D. (květen)   | The Short Victorious War      | Krátká vítězná válka    | David Weber                              | říjen 1994       | 2001           | HH3  |
| cca 1905 P.D. (červen)   | cca 1906 P.D.            | Field of Dishonor             | Pole potupy             | David Weber                              | 1994 říjen       | 2001           | HH4  |
| 1906 P.D. (cca září)     | 1906 P.D.                | Deck Load Strike              | Přepad                  | Roland J. Green                          | únor 1999        | 2004           | HHA2 |
| cca 1907 P.D.            | cca 1907 P.D. (srpen)    | Flag in Exile                 | V exilu                 | David Weber                              | září 1995        | 2002           | HH5  |
| 1907 P.D. (jaro)         | 1907 P.D. (jaro)         | A Ship Named Francis          | Loď jménem Francis      | John Ringo & Victor Mitchell             | 25. březen 2003  | 2007           | HHA4 |
| 1907 P.D.                | 1907 P.D.                | Requiem                       |                         | David Carrico                            | 2023             |                | —    |
| cca 1908 P.D. (září)     | cca 1910 P.D. (březen)   | Honor Among Enemies           | Mezi piráty             | David Weber                              | 1. červen 1997   | 2003           | HH6  |
| cca 1910 P.D.            | cca 1910 P.D.            | Changer of Worlds             | Měnitelka světů         | David Weber                              | 27. únor 2001    | 2006           | HHA3 |
| cca 1911 P.D. (červenec) | cca 1911 P.D. (červenec) | A Whiff of Grapeshot          | Výbuch šrapnelu         | S.M. Stirling                            | 1. leden 1998    | 2003           | HHA1 |
| cca 1911 P.D.            | cca 1911 P.D. (prosinec) | In Enemy Hands                | V rukou nepřítele       | David Weber                              | srpen 1997       | 2004           | HH7  |
| cca 1912 P.D. (únor)     | cca 1913 P.D. (prosinec) | Echoes of Honor               | Ozvěny cti              | David Weber                              | říjen 1998       | 2004           | HH8  |
| 1913 P.D.                | 1913 P.D.                | Let's Go to Prague            | Zaletíme si do Prahy    | John Ringo                               | 25. březen 2003  | 2007           | HHA4 |
| cca 1913 P.D. (prosinec) | cca 1915 P.D. (květen)   | Ashes of Victory              | Popel vítězství         | David Weber                              | 1. březen 2000   | 2005           | HH9  |
| cca 1914 P.D.            | cca 1914 P.D.            | An Act of War                 | Válečný akt             | Timothy Zahn                             | 1. únor 2011     | 2013           | HHA5 |
| 1914 P.D.                | 1914 P.D.                | From the Highlands            | Až se Vysočina propadne | Eric Flint                               | 27. únor 2001    | 2006           | HHA3 |
| cca 1914 P.D. (prosinec) | cca 1914 P.D. (prosinec) | Nightfall                     | Soumrak                 | David Weber                              | 27. únor 2001    | 2006           | HHA3 |
| cca 1915 P.D. (květen)   | cca 1915 P.D. (květen)   | Fanatic                       | Fanatik                 | Eric Flint                               | 25. březen 2003  | 2007           | HHA4 |
| cca 1918 P.D. (červen)   | cca 1918 P.D. (srpen)    | The Service of the Sword      | Ve službách Meče        | David Weber                              | 25. březen 2003  | 2007           | HHA4 |
| cca 1918 P.D.            | cca 1919 P.D.            | War of Honor                  | Válka cti               | David Weber                              | 31. srpen 2002   | 2006           | HH10 |
| cca 1918 P.D.            | cca 1919 P.D.            | Crown of Slaves               | Koruna otroků           | David Weber                              | 26. srpna 2003   | 2008           | CS1  |
| cca 1919 P.D.            | cca 1919 P.D.            | The Silesian Command          |                         | Jan Kotouč                               | 7. únor 2023     |                | HHA7 |
| 1919 P.D. (listopad)     | 1922 P.D. (duben)        | Torch of Freedom              | Pochodeň svobody        | David Weber                              | 6. listopad 2009 | 2011           | CS2  |
| cca 1920 P.D. (červen)   | cca 1921 P.D. (červen)   | The Shadow of Saganami        | Ve stínu Saganamiho     | David Weber                              | 26. říjen 2004   | 2009           | SI1  |
| cca 1920 P.D. (červenec) | cca 1921 P.D. (srpen)    | At All Costs                  | Za každou cenu          | David Weber                              | 25. říjen 2005   | 2009           | HH11 |
| 1921 P.D. (říjen)        | 1922 P.D. (duben)        | Grayson Navy Letters Home     |                         | Joelle Presby                            | 2012             |                | —    |
| cca 1921 P.D. (březen)   | cca 1921 P.D. (prosinec) | Storm from the Shadows        | Úder ze stínů           | David Weber                              | 3. březen 2009   | 2012           | SI2  |
| 1921 P.D. (prosinec)     | 1922 P.D. (květen)       | Mission of Honor              | Honořina mise           | David Weber                              | 29. červen 2010  | 2013           | HH12 |
| 1921 P.D. (prosinec)     | 1922 P.D. (březen)       | Obligated Service             |                         | Joelle Presby                            | 2. srpen 2013    |                | HHA6 |
| 1922 P.D. (červen)       | 1922 P.D. (červen)       | If Wishes Were Space Cutters  |                         | Joelle Presby                            | 7. únor 2023     |                | HHA7 |
| 1922 P.D. (březen)       | 1922 P.D. (srpen)        | A Rising thunder              | Sílící bouře            | David Weber                              | 1. březen 2012   | 2014           | HH13 |
| 1922 P.D. (únor)         | 1922 P.D. (srpen)        | Shadow of Freedom             | Stín svobody            | David Weber                              | 5. březen 2013   | 2015           | SI3  |
| 1922 P.D. (květen)       | 1922 P.D. (říjen)        | Cauldron of Ghosts            | Kotel duchů             | Eric Flint                               | 15. březen 2014  | plánováno 2024 | CS3  |
| 1921 P.D. (únor)         | 1922 P.D. (říjen)        | Shadow of Victory             | Stín vítězství          | David Weber                              | listopad 2016    | 2019           | SI4  |
| 1922 P.D. (červenec)     | 1923 P.D. (březen)       | Uncompromising Honor          | Nekompromisní Honor     | David Weber                              | 2. říjen 2018    | plánováno 2024 | HH14 |
| 1923 P.D. (únor)         | 1924 P.D. (červenec)     | To End in Fire                |                         | David Weber & Eric Flint                 | říjen 2021       |                | CS4  |
| ?                        | ?                        | Toll of Honor                 |                         | David Weber                              | 2. duben 2024    |                | HH15 |